# Lawrence Fernsworth
Lawrence A. Fernsworth (1892?-Warner, New Hampshire, 1977) fue un autor, periodista, y activista estadounidense contra el fascismo, que escribió sobre la guerra civil española en libros como Spain's Struggle for freedom, Dictators and Democrats, Andorra: Mountain Museum of Feudal Europe, Spain's Schedule of War y Next Ronda in Spain. Fue conocido internacionalmente como corresponsal extranjero cubriendo la Guerra Civil para The Times de Londres y The New York Times. Por ejemplo, fue testigo directo en febrero de 1937 de la terrible Masacre de la carretera Málaga-Almería en la que decenas de miles de habitantes de Málaga y de refugiados de otros lugares, cuando huían de la ciudad antes de la ocupación de esta por el bando sublevado, fueron bombardeados desde el mar y desde el aire a lo largo de la carretera costera que comunicaba Málaga con Almería, y ametrallados desde tierra por las tropas italianas del CTV que los perseguían. Según Paul Preston, Fernsworth «quedó profundamente conmovido por la angustia resignada de los refugiados».
Fernsworth vivió en Barcelona antes de la guerra y simpatizó con el proceso democrático de la Segunda República Española. Según Constancia de la Mora, Fernsworth «conocía Cataluña como muy pocos extranjeros hoy en día». Sobre su trabajo como periodista durante la guerra, escribió: «Empezaba a trabajar al amanecer, con frecuencia se pasaba varias horas detrás del volante de la retaguardia al frente y del frente a la retaguardia, y después recorría las calles oscuras para enviar su crónica por teléfono». Siempre aspiró a la objetividad en sus crónicas que intentó hacer compatible con su fe apasionada en la República española.
Así lo describe el historiador británico Paul Preston: «[Era] un hombre distinguido de pelo canoso... Siempre iba muy arreglado y mostraba una educación impecable, se comportaba a todas horas con una "galantería distinguida". Pese a su exiguo sueldo, era un sibarita y un entendido en vinos. Aun así, su solidaridad con el pueblo español era incuestionable y escribió con mucho sentimiento sobre su desesperada situación durante la Guerra Civil».
Era católico practicante y colaboró en el semanario jesuita America. Es también autor de varios artículos para la revista Foreign Affairs: "Revolutionary Forces in Catalonia", "Back of the Spanish Rebellion Mass Movements in Spain", "Andorra: the Passing of Europe's Last Feudal State", y "Whither Spain?".
El 24 de octubre de 1977, Fernsworth salió a pasear por Warner, Nuevo Hampshire, y no regresó. Tenía aproximadamente 85 años. Aunque su familia envió un grupo de búsqueda, no fue hasta 1979 que sus restos fueron encontrados y enterrados.